# ヒューマンビークル
株式会社ヒューマンビークル（ひゅーまんびーくる：Human Vehicle）は、かつて東京都品川区で旅行業を営でいた会社である。

2016年1月1日をもって株式会社キャブステーションに吸収合併された。

## 所在地
- 東京都品川区西五反田7-22-17　TOCビル3F

## 概要
母体は、中小バス・タクシー事業者向けコンサルティング会社の株式会社キャブステーション。
同社の行うコンサルティング事業の一端、観光バス・観光タクシーの予約業務を株式会社ヒューマンビークルが
WEBサイトで旅行者にサービスを提供。　「だれでも　いつでも　どこへでも」をコンセプトとし、
観光に対する二次交通を商材に複数のサイトを運営する。
また、全日本空輸（ANA）と提携し、ANAマイルの貯まるタクシー「ANAタクシーマイル」をほぼ日本全国で展開している。

## 沿革
- 平成14年　ヒューマンビークル設立
  - 同時に貸切バス・観光タクシー予約サイト「たびの足」を運営開始
  - ANAタクシーマイルサービス開始
- 平成15年　本社・南青山に移転
- 平成19年　本社・有明に移転
  - 東京のハイヤー予約サイト「東京観光.com」の運営開始
- 平成20年　マイクロバスの予約サイト「マイクロバス.ネット」の運営開始

## 主な事業
- 旅行業